# Helfenburk
Helfenburk là một lâu đài, hiện nay còn sót lại tàn tích thuộc địa phận làng Krajníčko, cách thị trấn Bavorov khoảng 5,5 km, ở huyện Strakonice, vùng Nam Bohemia, Cộng hòa Séc. Tàn tích của lâu đài Helfenburk nằm trên một ngọn đồi đá ở độ cao 683 mét so với mực nước biển. Công trình này có tên trong danh sách các di tích văn hóa của Cộng hòa Séc.

## Lịch sử
| Mốc lịch sử           | Mô tả |
| --------------------- | --- |
| Thế kỷ 14             | Lâu đài Helfenburk được xây dựng vào năm 1355, dưới thời trị vì của Hoàng đế Karl IV của Thánh chế La Mã. Vào những năm cuối thế kỷ 14, chủ nhân sở hữu lâu đài là Henry III. của Rožmberk. |
| Thế kỷ 15 - Thế kỷ 16 | Năm 1412, Henry qua đời, nên con trai ông là Oldrich II của Rožmberk đã thừa kế lâu đài. Sau khi các thành viên của gia đình Rožmberk thay phiên tiếp quản lâu đài, lâu đài Helfenburk được bán cho nhiều chủ sở hữu khác nhau như: Jan của Švamberk (từ năm 1475), Václav và Zikmund Vlček (từ năm 1477), và Oldřich của Hardek (từ năm 1499). Sau năm 1589, lâu đài bị bỏ hoang. Những cư dân địa phương bắt đầu tháo dỡ lâu đài bỏ hoang để lấy vật liệu xây dựng. |
| Thế kỷ 17 - Thế kỷ 18 | Sau trận chiến Núi Trắng, khu bất động sản này thuộc về gia đình quý tộc Eggenberg (từ năm 1622) và gia đình Schwarzenberg (từ năm 1719). |
| Thế kỷ 20             | Từ năm 1928, khu di tích trở thành tài sản nhà nước. |
| Hiện nay              | Du khách có thể tham quan khu di tích trong khoảng thời gian từ tháng 3 đến tháng 10. |

## Hình ảnh

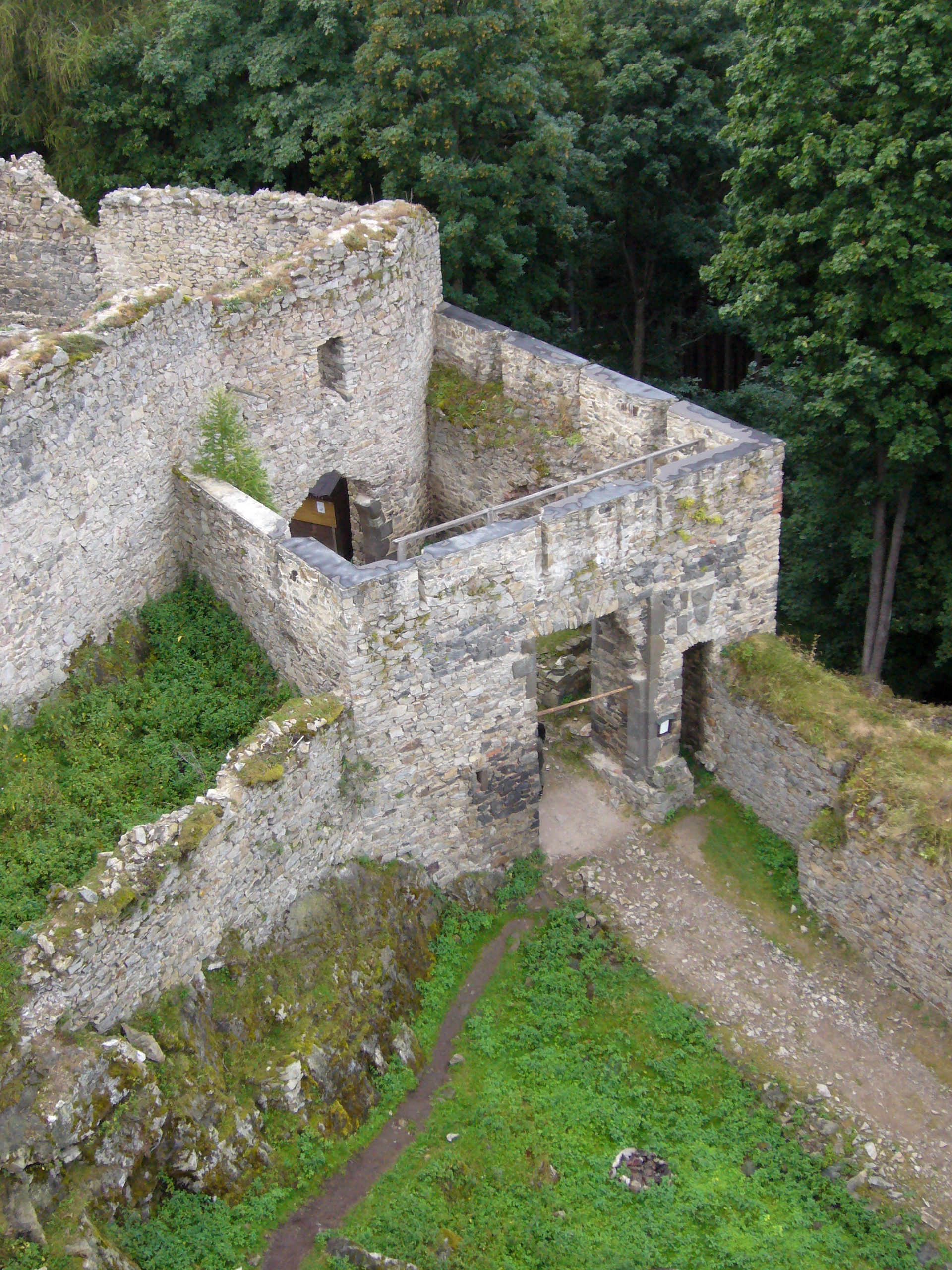
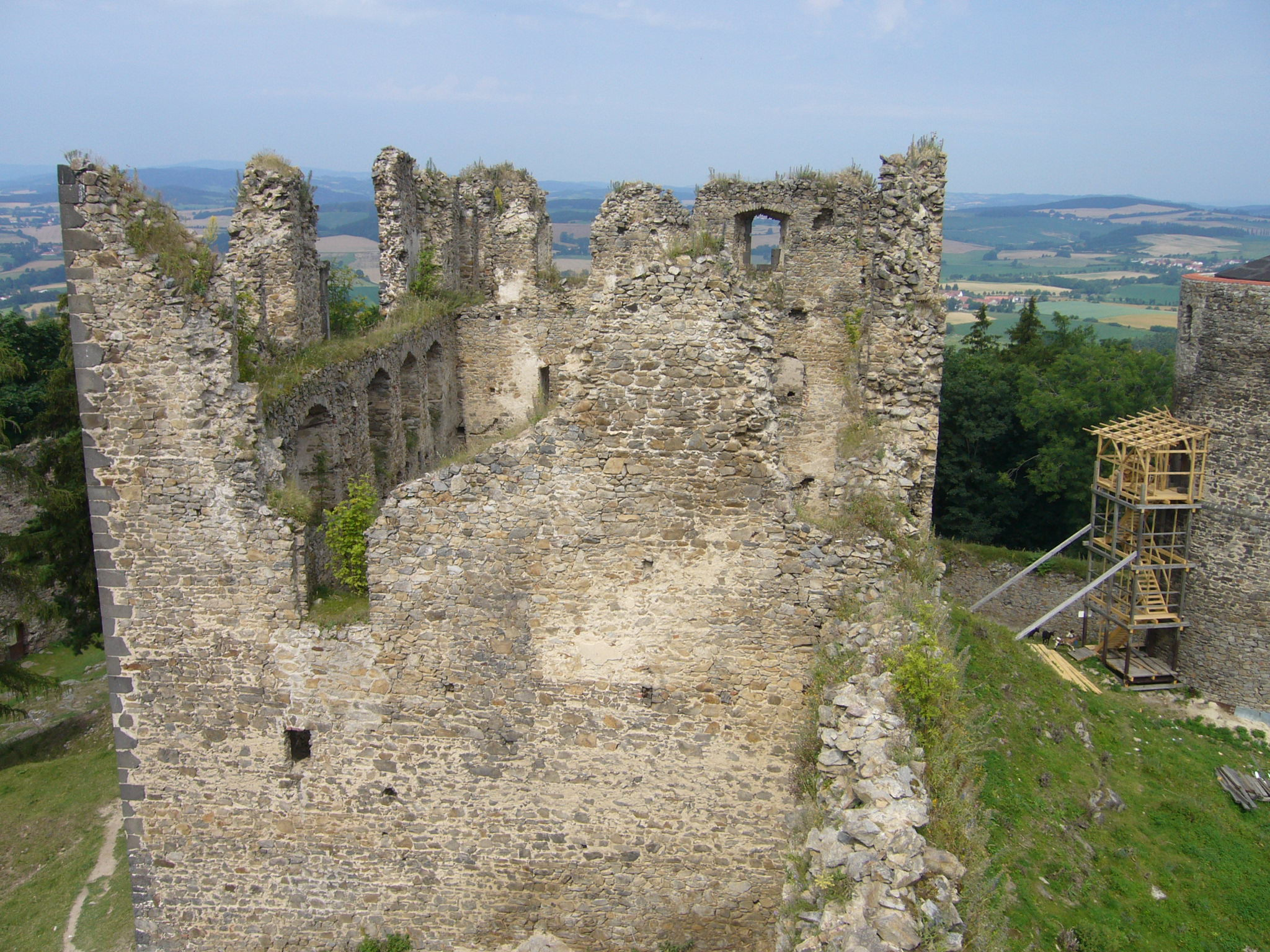
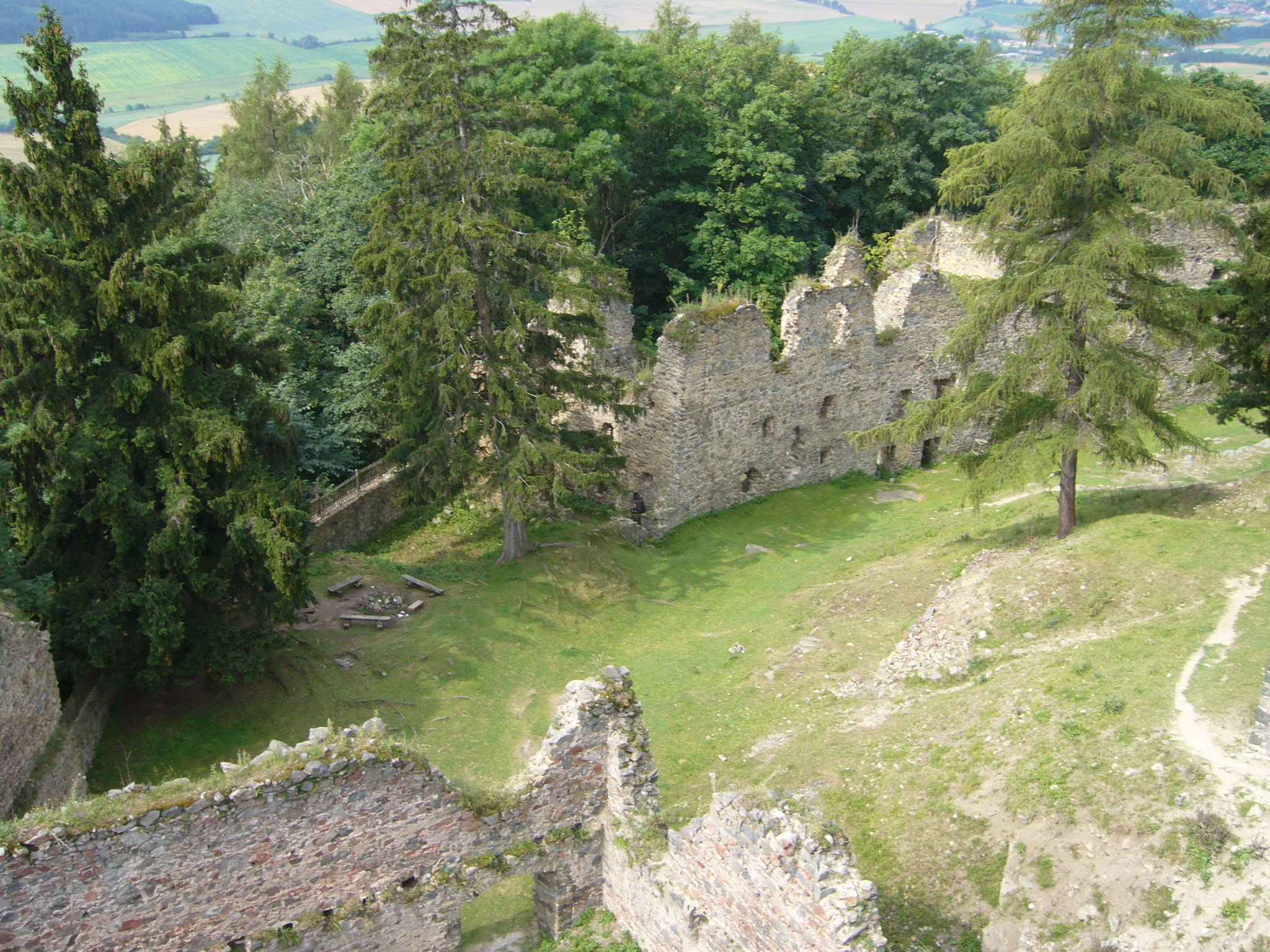